# Abdallah Marrache
Pour les articles homonymes, voir Marrache.
Les références contenues dans cet article à des textes publiés en caractères arabes furent translittérées en caractères latins selon la norme ISO 233-2 (1993).
Abdallah ben Fathallah ben Nasrallah Marrache (en arabe : عبد الله بن فتح الله بن نصر الله مرّاش), né à Alep en mai 1839 et mort à Marseille le 17 janvier 1900, fut un journaliste syrien, un commerçant et un écrivain.

## Biographie
Abdallah Marrache naquit à Alep, en Syrie ottomane, dans une ancienne famille de marchands melchites connus pour leurs intérêts littéraires. Parvenue à une certaine aisance matérielle au XVIIIe siècle, sa famille avait depuis néanmoins traversé des troubles : un membre de sa famille, Botros Marrache, fut martyrisé par des fondamentalistes orthodoxes en avril 1818. D'autres melchites furent exilés d'Alep durant les persécutions, dont le prêtre Jibraïl Marrache. Le père de Francis, Fathallah Marrache, essaya de désamorcer le conflit sectaire en écrivant un traité en 1849, dans lequel il rejetait le Filioque. Il avait créé une grande bibliothèque privée, qui servit à l'éducation de ses trois enfants Francis, Abdallah et Mariana, notamment dans la langue arabe et la littérature.
Alep était à l'époque un grand pôle littéraire et philosophique de l'Empire ottoman, rassemblant de nombreux penseurs et écrivains soucieux de l'avenir des Arabes. Ce fut dans les écoles missionnaires françaises que les trois enfants Marrache apprirent l'arabe avec le français, et d'autres langues étrangères (l'italien et l'anglais). Après avoir étudié à Alep, Abdallah partit en Europe afin de poursuivre ses études et pratiquer le commerce.
S'étant établi à Manchester au plus tard en 1863, il fut naturalisé britannique le 6 mai 1868 sous l'Aliens Act 1844 et le 11 juillet 1872 sous le Naturalization Act 1870,. En 1879, il aida Adib Ishak à fonder le journal parisien Miṣr al-Qāhiraẗ. Marrache fonda Kawkab al-Mašriq, un journal bilingue mensuel, dont le premier numéro parut le 23 juin 1882 ; ce fut éphémère. En 1882, Marrache s'installa à Marseille, où il mourut le 17 janvier 1900. Il avait été membre de la Société asiatique.